# Jacqueline Boysen

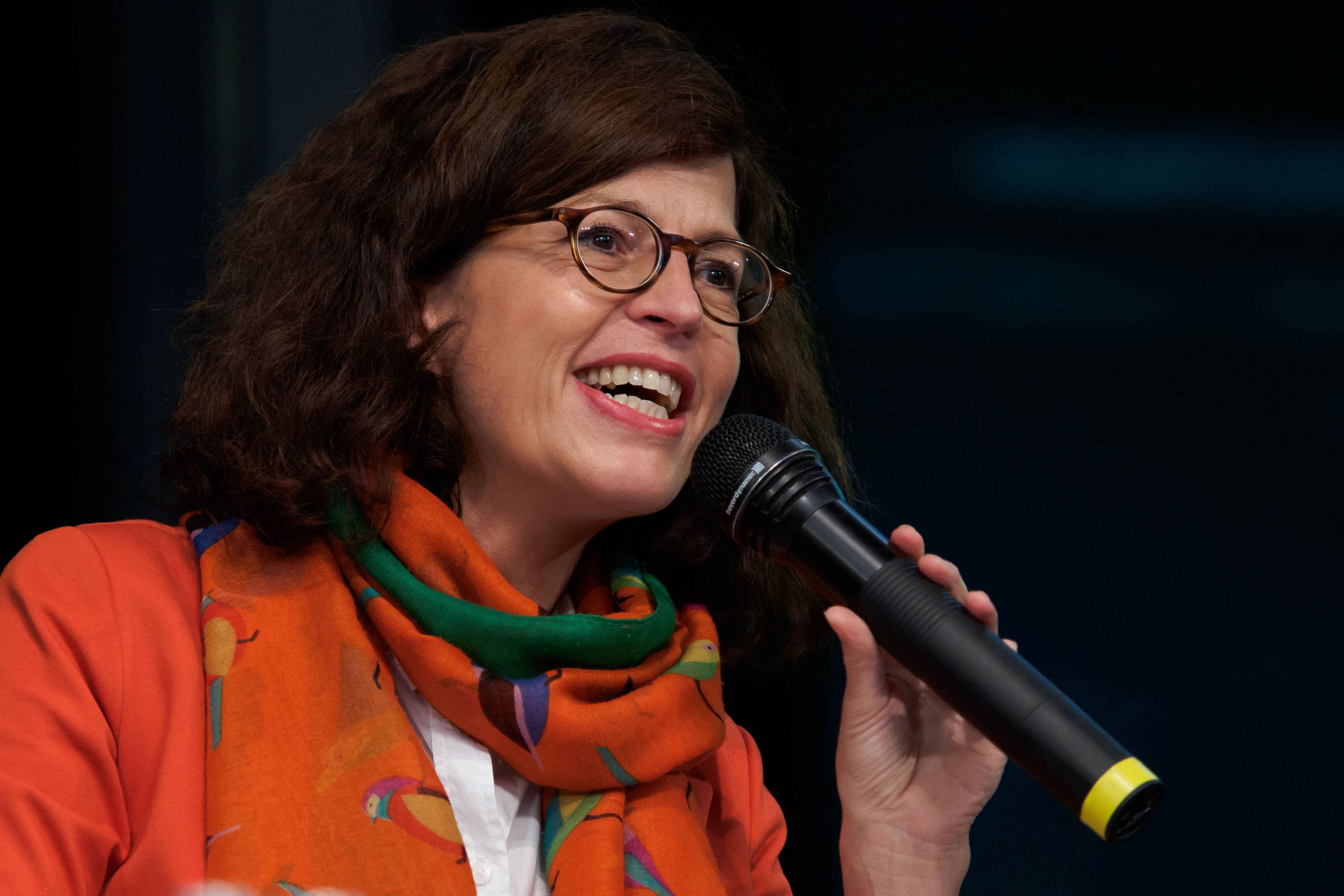
Jacqueline Boysen (2015)

Jacqueline Boysen (* 1965 in Hamburg) ist eine deutsche Buchautorin, Journalistin und Redenschreiberin.

## Leben, Ausbildung und Auszeichnung
Nach ihrem Abitur in Hamburg studierte Boysen Geschichte und Russisch an den Universitäten Hamburg, Wien und Bordeaux. Anschließend absolvierte sie ein Volontariat beim Deutschlandfunk. Sie wurde 2009 an der Universität Rostock promoviert. Am 21. April 2022 wurde Jacqueline Boysen für ihre „Verdienste in der politischen Debatte“ und wegen ihrer „Freundschaft zu Frankreich“ mit den Insignien eines Ritters im Orden der Ehrenlegion von der französischen Botschafterin in Deutschland Anne-Marie Descôtes ausgezeichnet.

## Berufliche Tätigkeit
Von 1995 bis 2000 war Boysen fünf Jahre lang Deutschlandradio-Landeskorrespondentin in Mecklenburg-Vorpommern. Von 2000 bis 2005 verfasste sie als freie Autorin für das Deutschlandradio Beiträge, Reportagen und Kommentare zu Themen aus Bildung und Wissenschaft, Ethik, Geschichte, Ost-West und Erinnerungspolitik. Von 2005 bis 2010 arbeitete Boysen als Kulturkorrespondentin im Hauptstadtstudio des Deutschlandradio. 2011 wechselte sie an die Evangelische Akademie zu Berlin, wo sie als Nachfolgerin von Ulrike Poppe Studienleiterin für Politik und Zeitgeschichte wurde. Für die Evangelische Akademie betreut sie weiter die jährlichen Ost-Westeuropäischen Gedenkstättentreffen in Kreisau.
Von 2015 bis 2022 arbeitete Jacqueline Boysen im Deutschen Bundestag als Redenschreiberin für die dann jeweils amtierenden Bundestagspräsidenten Norbert Lammert, Wolfgang Schäuble und Bärbel Bas. Jacqueline Boysen wurde am 14. Dezember 2021 einstimmig zur hauptamtlichen Geschäftsführerin der Bundeskanzler-Helmut-Kohl-Stiftung gewählt und hat dieses Amt im März 2022 angetreten. Der Spiegel schrieb am 29. Januar 2022, dass Jacqueline Boysen als neue Geschäftsführerin das richtige „Fingerspitzengefühl“ mitbrächte, weil sie als Journalistin und Autorin viele politische Weggefährten von Helmut Kohl begleitet habe.

## Publikationen
Im Jahr 2001 erschien Boysens Biographie über Angela Merkel, in der sie insbesondere den Lebensstationen Angela Merkels vor dem Fall der Mauer nachgeht. Vier Jahre später erschien eine zweite, erweiterte Auflage des Buches. Im Jahr 2010 veröffentlichte Boysen ihr Buch Das weiße Haus in Ost-Berlin. Der Band erzählt die Geschichte der Ständigen Vertretung der Bundesrepublik bei der DDR. Ferner publiziert sie u. a. Buchrezensionen und Texte zu zeitgeschichtlichen Themen wie Krankenmorde in der Zeit des Nationalsozialismus oder der Ausreise aus der DDR. Sie war Koautorin des 2021 erschienenen Bandes Grenzerfahrungen. Wie wir an Krisen wachsen von Wolfgang Schäuble.